# Vịt nhung thường

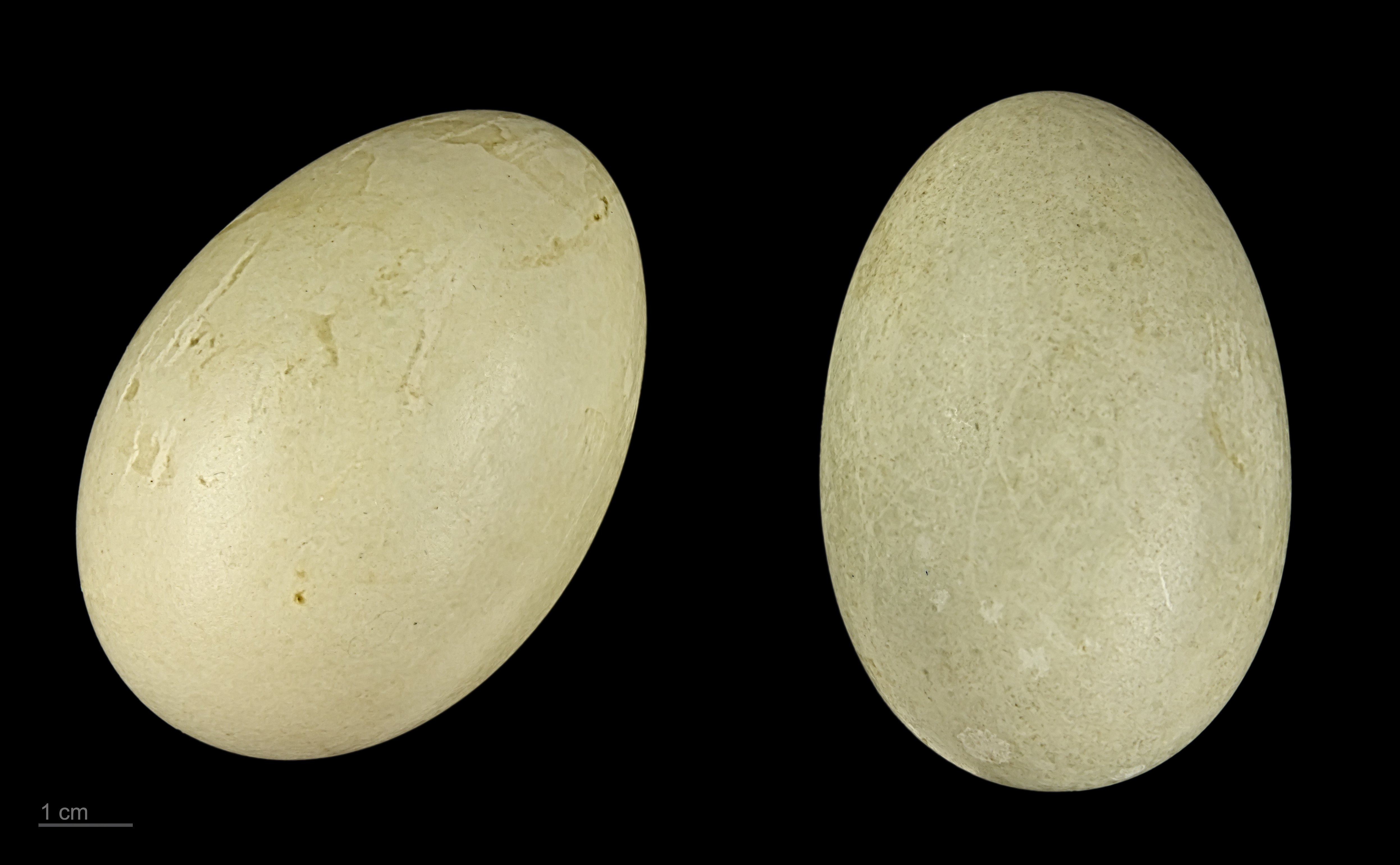
Trứng của Somateria mollissima

Vịt nhung thường (danh pháp hai phần: Somateria mollissima) là một loài vịt biển lớn có thân dài từ 50–71 cm phân bố khắp bờ biển phía bắc châu Âu, Bắc Mỹ và đông Siberia. Nó sinh sản ở Bắc Cực và một vài khu vực ôn đới phía bắc khác nhưng trốn đông về phía nam ở các vùng ôn đới, nơi nó tại thành hàng đàn ở các vùng biển duyên hải. Nó có thể bay với tốc độ lên đến 113 km/h (70 mph).
Tổ vịt nhung thường xây ở gần biển và được đan với lông nhổ ra từ ức con mái. Loại lông mềm này được con người thu hoạch nhưng không gây hại cho tổ vịt, lông này để làm chăn và gối do có những đặc tính giữ ấm và bền.